# Victor Hopkins
Victor Morice Hopkins (* 19. Juli 1904 in  Cedar Rapids; † 8. Dezember 1969 in Nutley) war ein US-amerikanischer Radrennfahrer.

## Sportliche Laufbahn
1921, im Alter von 17 Jahren, stellte Victor Hopkins einen neuen nationalen Rekord über fünf Meilen auf.  1924 nahm er an den Olympischen Spielen in Paris teil, wofür er sich bei mehreren Rennen in Paterson qualifiziert hatte. Dorthin konnte er nur mit der finanziellen Unterstützung von Gönnern reisen. Im Straßenrennen belegte er Platz 58, nachdem er aussichtsreich an dritter Stelle gelegen hatte und sich bei einem Sturz das Fahrrad demoliert hatte. In der Mannschaftswertung belegte er gemeinsam mit Gustav Hentschel, Ignatius Gronkowski und John Boulicault Platz zwölf.
Nach den Olympischen Spielen wurde Hopkins von dem Radsportmanager John Chapman unter Vertrag genommen und bestritt in den folgenden Jahren hauptsächlich Sechstage- und Steherrennen, von denen er rund 70 gewann. 1926 wurde er US-amerikanischer Steher-Meister. Seinen Spitznamen Flicker bekam er, weil er wegen der Funken aus dem Auspuff der Schrittmachermaschine zu sagen pflegte: „Let her flicker“. Wegen eines vierfachen Schlüsselbeinbruchs durch einen Sturz konnte er seinen Titel 1927 nicht verteidigen. 1929 wollte er seine Radsportlaufbahn beenden, verlor jedoch während der Weltwirtschaftskrise 1929 sein Erspartes und sah sich gezwungen, weiter zu fahren. 1934 trat er vom aktiven Radsport zurück, nachdem er einige Jahre lang auch Rennen in Deutschland, Frankreich, Belgien und der Schweiz gefahren war.

## Privates

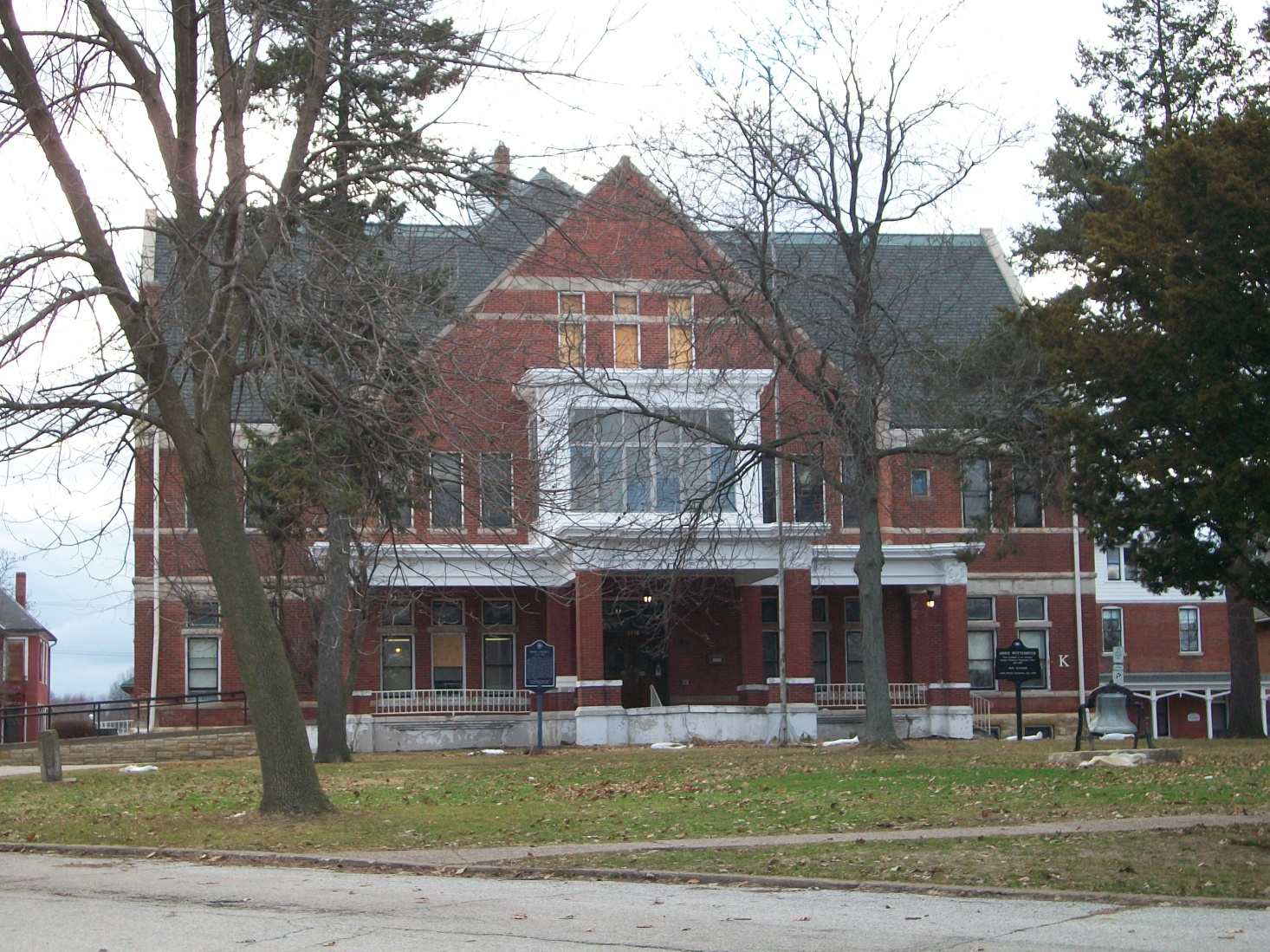
Im Iowa Soldiers' Orphans' Home.jpg in Davenport wuchs Hopkins auf.

Hopkins war das Kind einer alleinstehenden Zirkusartistin, die ihn im Alter von einem Jahr zu Adoption freigab. Seine Adoptiveltern starben, bevor er neun Jahre alt war, und er wuchs in Davenport in einem Waisenhaus auf, dem Iowa Soldiers' Orphans' Home (heute The Annie Wittenmyer Home). Später arbeitete er als Zeitungsbote und nutzte für seine Arbeit ein Fahrrad. Der  Profirennfahrer und Rahmenbauer Worth Mitten der den Davenport Cycling Club gegründet hatte, entdeckte ihn für den Radsport. Hopkins fuhr später bei Rennen Räder von Mitten.
Anfang der 1930er Jahre befreundete sich Victor Hopkins mit dem deutschen Radsportler Mathias Engel. Als dieser später wegen seiner jüdischen Ehefrau Deutschland verlassen wollte, half ihm Hopkins, die Ausreise zu organisieren. Engel ließ sich in Nutley nieder, wo auch Hopkins inzwischen lebte und als Justizvollzugsbeamter im Gefängnis tätig war.

## Ehrungen
2005 wurde Victor Hopkins in die Iowa Bicycle Racing Association Hall of Fame, 2006 in die United States Bicycling Hall of Fame und 2009 in die Nutley Hall of Fame aufgenommen.